# Kazuki Nagasawa
Kazuki Nagasawa (長澤 和輝 Nagasawa Kazuki?,  Togane, Chiba, 16 de diciembre de 1991) es un futbolista japonés. Juega de centrocampista y su equipo es el Wellington Phoenix F. C. de la A-League de Australia.

## Trayectoria

### Clubes
| Club                        | País          | Año       |
| --------------------------- | ------------- | --------- |
| Yokohama F. Marinos         | Japón         | 2013      |
| 1. F. C. Colonia            | Alemania      | 2014-2015 |
| Urawa Red Diamonds          | Japón         | 2016      |
| JEF United Chiba (préstamo) | Japón         | 2016-2017 |
| Urawa Red Diamonds          | Japón         | 2017-2020 |
| Nagoya Grampus              | Japón         | 2021-2023 |
| Vegalta Sendai              | Japón         | 2023-2024 |
| Wellington Phoenix F. C.    | Nueva Zelanda | 2024-     |

### Selección nacional
| Selección | País  | Año  |
| --------- | ----- | ---- |
| Absoluta  | Japón | 2017 |

## Palmarés

### Títulos nacionales
| Título             | Club               | País     | Año  |
| ------------------ | ------------------ | -------- | ---- |
| 2. Bundesliga      | 1. F. C. Colonia   | Alemania | 2014 |
| Copa del Emperador | Urawa Red Diamonds | Japón    | 2018 |
| Copa J. League     | Nagoya Grampus     | Japón    | 2021 |

### Títulos internacionales
| Título                      | Club               | Sede    | Año  |
| --------------------------- | ------------------ | ------- | ---- |
| Copa Suruga Bank            | Urawa Red Diamonds | Saitama | 2017 |
| Liga de Campeones de la AFC | Urawa Red Diamonds | Saitama | 2017 |